# Biotopo Lavini di Marco
di qua da Trento l'Adice percosse»
(Dante Alighieri, Inferno, Canto XII, 4-5)
Il biotopo Lavini di Marco è un'area naturale protetta della Provincia autonoma di Trento. Occupa un'area di 35,57 ha su cui sono state scoperte impronte preistoriche, e per la sua particolarità geologica e archeologica dal 1992 è tutelato come biotopo ed è affidato al Museo civico di Rovereto.

## Geologia

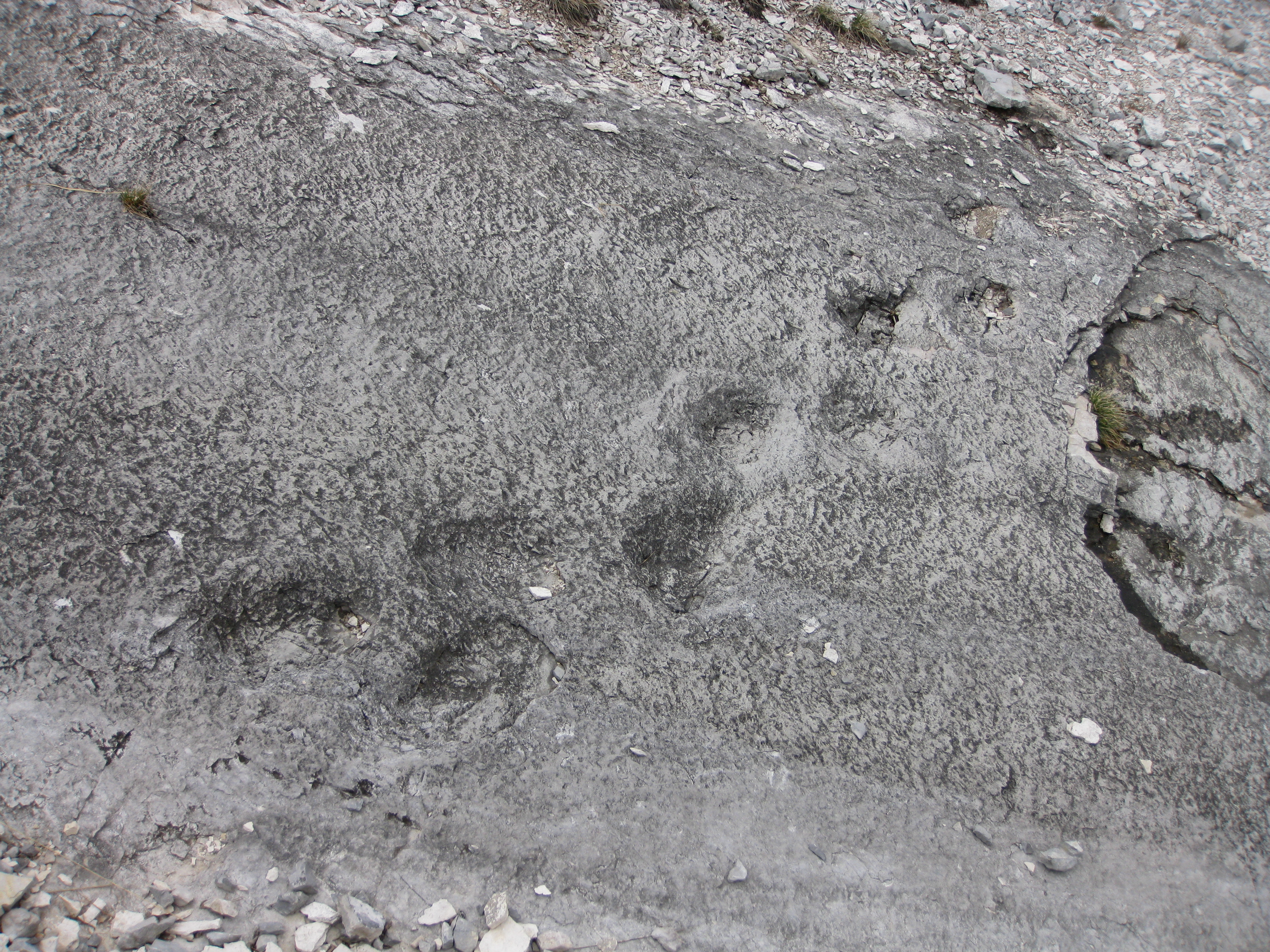
Orme di dinosauro

I Lavini di Marco sono una distesa di blocchi di roccia calcarea dovuti a delle frane avvenute in epoca preistorica-storica. . Sui liscioni di questa frana il geom. Luciano Chemini, nel 1990, scopre delle “buche” nella roccia che si è scoperto essere orme con una disposizione simmetrica. La segnalazione fatta al Museo tridentino di scienze naturali ha messo in moto dei sopralluoghi.
Il paleontologo ed icnologo Giuseppe Leonardi  ha individuato un numero di piste che unite contengono un totale di cento impronte vecchie di 200 milioni di anni, lasciate da dei dinosauri. In quel periodo (Giurassico) il Trentino era costituito da una vasta distesa d'acqua popolata da organismi marini i cui scheletri hanno poi creato i calcari alpini.
In questo luogo, alternato da distese d'acqua e da distese di sabbia, vi erano i dinosauri, sia erbivori che carnivori.
Sulle orme dei dinosauri si posavano alghe microscopiche che hanno conservato le impronte dell'azione erosiva delle onde marine, creando inoltre un'intercapedine tra ogni impronta e i depositi sabbiosi che sarebbero avvenuti però solo in un secondo momento. Quando dopo milioni di anni i movimenti delle zolle tettoniche compattarono le sabbie dei fondali e sollevarono ampie porzioni di crosta terrestre, si formarono le prime valli e nacquero le montagne.
I ghiacciai modellarono creando l'attuale paesaggio. In epoca preistorica-storica le pendici del monte Zugna precipitarono, lasciando scoperti i calcari sui quali sono rimaste impresse le impronte.
Il professor Leonardi ha identificato le impronte di ornitischi bipedi, e anche delle impronte tridattili più piccole appartenenti a carnivoridi. Da alcune orme ben conservate si è potuto stabilire che si trattava di teropodi carnosauri.

## Flora
All'interno del biotopo la vegetazione è principalmente pioniera, arbustiva e palustre.
All'interno del biotopo si estende un bosco di pino nero, introdotto per rimboschire il territorio. Nelle zone più soleggiate si trovano specie vegetali come la Daphne alpina, molto rara a quote così basse. La vegetazione è influenzata anche dai due laghetti (Laghet grant e Laghet picol), infatti nel biotopo si trovano specie vegetali tipiche degli ambienti umidi come la tifa (Typha latifolia), la cannuccia di palude (Phragmites australis) e le specie più rare come la Carex gracilis, la Teucrium scordium e la Bidens frondosa.

## Fauna
Il biotopo ospita varie specie di rettili, uccelli e mammiferi ma la fauna e principalmente influenzata dai due laghetti.
Tra gli invertebrati si trovano specie interessanti come gli Idroadefagi (il più comune è il ditisco). Tra gli anfibi varie specie di tritoni, tra le quali il tritone punteggiato (Lissotriton vulgaris), il tritone alpestre (Ichthyosaura alpestris), il tritone crestato (Triturus cristatus), questo infatti è l'unico sito in Trentino dove è presente, e il rospo comune (Bufo bufo), che si riproduce in buon numero. In primavera si può osservare la gallinella d'acqua (Gallinula chloropus) e il comune germano reale (Anas platyrhynchos). Un gruppo di ontani di uno dei due laghetti ospita inoltre una garzaia formata da varie coppie riproduttive di airone cenerino. Nidificano presso alcuni stagni della zona anche l'alzavola, la pittima reale, e il porciglione. Non è difficile osservare tra i canneti lungo le sponde anche il basettino. Nel fitto bosco dell'area e attorno alle pozze si possono poi avvistare il gheppio, la poiana, il nibbio reale, il picchio verde, lo spioncello, la pispola ed anche mammiferi quali  il capriolo ed il cinghiale, giunti e diffusi qui di recente. Tra i rettili invece la natrice dal collare (Natrix natrix), abile e vorace cacciatrice di tritoni e legata agli ambienti palustri. Presso una altura della pozza più grande è presente il gruccione, con una decina di coppie stabili. Da segnalare la presenza del raro molosso di Cestoni, pipistrello appartenente alla famiglia dei Molossidi, che si riproduce con una colonia stabile di 20-30 individui dal 2019 presso l'area meridionale del bacino.

## Mappa
- [8]